# Riedelia macrothyrsa
Riedelia macrothyrsa là một loài thực vật có hoa trong họ Gừng. Loài này được Theodoric Valeton miêu tả khoa học đầu tiên năm 1914.

## Phân bố
Loài này được tìm thấy ở cao độ 2.400 m trên dãy núi Bismarck, tây bắc Papua New Guinea. Mẫu vật điển hình: F.R.R. Schlechter 18766 do Rudolf Schlechter thu thập ngày 14 tháng 11 năm 1908.